# Belgorod
Belgorod (oroszul: Белгород) város Oroszország nyugati részén, a Donyec folyó mentén, 40 km-re az orosz-ukrán határtól. A Belgorodi terület adminisztratív központja. 
Népessége: 353 043 fő (2008), 356 402 fő (a 2010. évi népszámláláskor).

## Történelme
A Belgorod név (mint a szerbiai Belgrád) a szláv fehér város szóból ered, mivel a város környékén sok a fehér mészkő. A települést először 1237-ben említik, amikor Batu kán csapatai pusztították. 1596-ban itt volt Borisz Godunov egyik erődje, melyet a krími tatárok ellen állítottak föl a déli határok védelme érdekében.
Miután az orosz határt délebbre jelölték ki, az erődöt elhanyagolták és a várost Kurszk igazgatása alá helyezték. A poltavai csata előestéjén Nagy Péter idelátogatott, és egy egész sereget állomásoztatott itt.
A második világháború kurszki csatájában egy Belgorod környéki falu, Prohorovka (Прохоровка) volt a történelem legnagyobb tankcsatájának színhelye (1943. július 12-én). Második világháborús emlékmű a Belgorodi Dioráma és egy hatalmas katedrális Prohorovkában.
A város a Belgorodi terület egyik ipari és kulturális központja, melyet 1954-ben alapítottak. Fő oktatási központjai a Belgorodi Suhov Állami Technológiai Egyetem, a Belgorodi Állami Egyetem, a Belgorodi Mezőgazdasági Akadémia és a Belgorodi Pénzügyi Akadémia. A Belgorodi Akadémiai Színházat a 19. század egyik híres színészéről, Mihail Szemjonovics Scsepkinről (oroszul: Михаил Семёнович Щепкин) nevezték el. A várost szolgálja a belgorodi repülőtér.

## Híres emberek
Itt születtek:
- Vaszilij Garbuzov (1911–1986) szovjet közgazdász és politikus, a Szovjetunió pénzügyminisztere
- Szvetlana Horkina, (1979–) kétszeres olimpiai bajnok orosz tornász. A város sportcentrumot építtetett a tiszteletére, amely előtt egy Horkina-szobor látható.
- Szerhij Kuznyecov (1963–) szovjet-ukrán labdarúgó
- Andrej Lutaj (1986–) orosz műkorcsolyázó
- Nyikolaj Szlicsenko (1934–2023) roma származású szovjet-orosz színész, énekes, színházi rendező, színigazgató
- A város díszpolgárai:
  - Alekszej Leonov űrhajós, az első ember, aki kilépett a világűrbe.
  - Georgij Zsukov, a Szovjetunió marsallja.
  - Ivan Konyev, a Szovjetunió marsallja.
  - Fjodor Jemeljanyenko MMA-világbajnok.

## Kerületei
Belgorod két kerületre van osztva:
- Keleti, melynek lakossága: 141 709 fő (2002-es adat)
- Nyugati, melynek lakossága: 195 321 fő (2002-es adat)

## Épületek
- Tévétorony (befejezetlen)
- A belgorodi egyetem

## Testvérvárosok
- Wakefield, Anglia
- Herne, Németország